# Архиепархия Малабо
Архиепархия Малабо (лат. Archidioecesis Malaboënsis) — архиепархия Римско-католической церкви c центром в городе Малабо, Экваториальная Гвинея. В митрополию Малабо входят суффраганные епархии Баты, Монгомо, Эбебьина, Эвинайонга. Кафедральным храмом архиепархии Малабо является собор Святой Изабеллы.

## История
10 октября 1855 года был учреждён апостольский викариат Аннобона, Кориско и Фернандо-По путём выделения территории из апостольского викариата Двух Гвиней и Сенегамбии (сегодня — архиепархия Либревиля).
12 мая 1904 года апостольский викариат Аннобона, Кориско и Фернандо-По изменил название на апостольский викариат Фернандо-По.
9 июля 1965 года апостольский викариат Фернандо-По передал часть своей территории в пользу возведения апостольского викариата Рио-Муни (сегодня — епархия Баты).
3 мая 1966 года апостольский викариат Фернандо-По был преобразован в епархию Санта-Исабель, которая 14 апреля 1974 года была переименована в епархию Малабо.
15 октября 1982 года Папа Римский Иоанн Павел II издал буллу «Qui in beati Petri», которой возвёл епархию Малабо в ранг архиепархии.

## Ординарии архиепархии
- епископ Педро Коль Арменголь C.M.F.[1] (10.05.1904 — 21.04.1918);
- епископ Николас Гонсалес Перес C.M.F. (24.08.1918 — 23.03.1935);
- епископ Леонсио Фернандес Галилеа C.M.F. (18.06.1935 — 15.02.1957);
- епископ Франсиско Гомес Марихуан C.M.F. (14.11.1957 — 9.05.1974);
- епископ Висенте Берникон (9.05.1974 — 14.09.1976);
- архиепископ Рафаэль Мария Нзе Абуй C.M.F. (21.10.1982 — 7.07.1991);
- архиепископ Ильдефонсо Обама Обоно (9.07.1991 — 11.02.2015);
- архиепископ Хуан Нсуе Эджанг Майе (с 11 февраля 2015 года).